# مات هايز
مات هايز (بالإنجليزية: Matt Hayes)‏ هو كاتب بريطاني، ولد في 24 نوفمبر 1961 في Smethwick ‏ في المملكة المتحدة.